# Powiatowy Urząd Bezpieczeństwa Publicznego w Bielsku Podlaskim

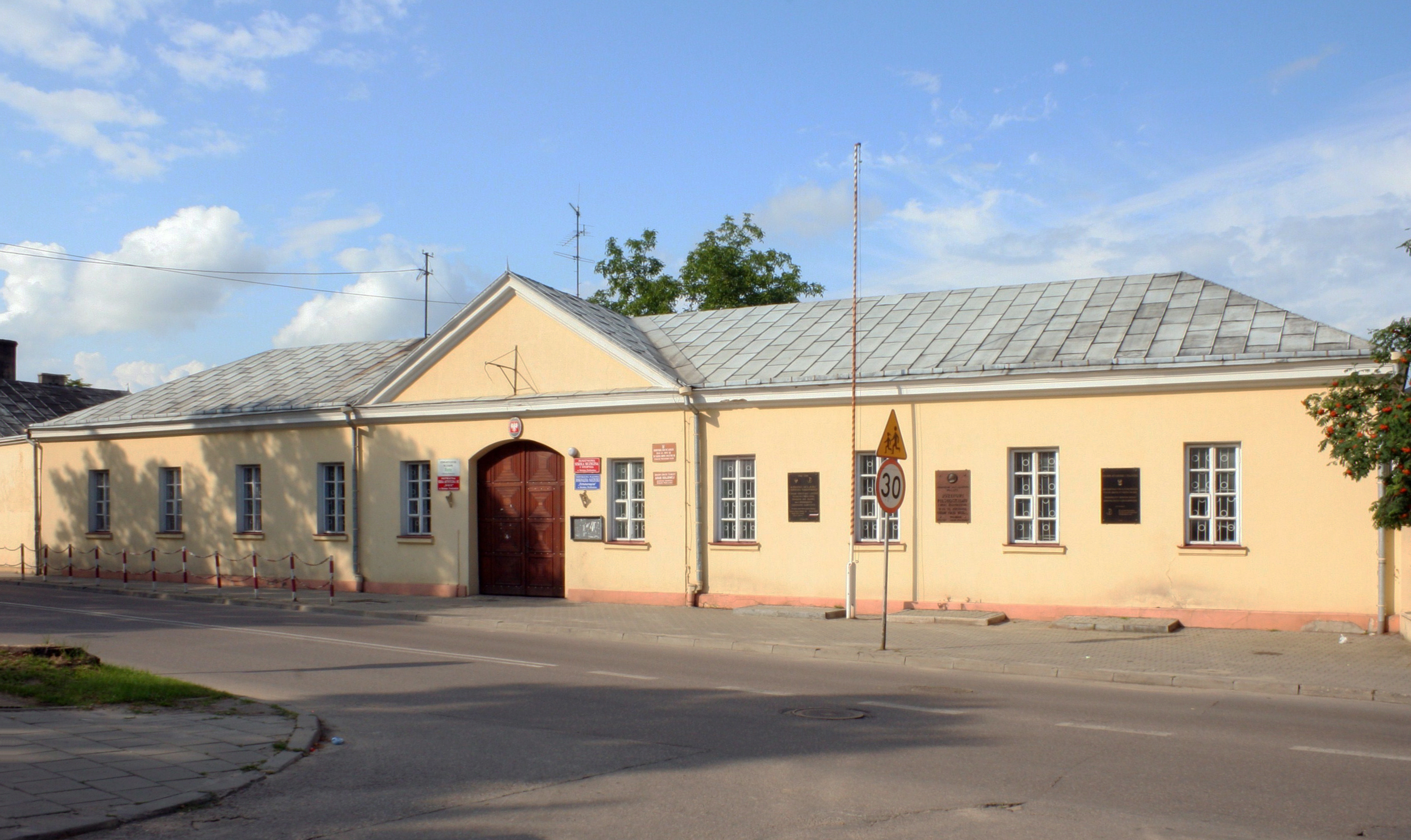
Siedziba PUBP w Bielsku Podlaskim w latach 1944–1956

Powiatowy Urząd Bezpieczeństwa Publicznego w Bielsku Podlaskim (PUBP w Bielsku Podlaskim) – jednostka terenowa Ministerstwa Bezpieczeństwa Publicznego, funkcjonująca na obszarze powiatu bielskiego w latach 1944–1956. PUBP w Bielsku Podlaskim funkcjonował w sposób typowy dla obszarów wiejskich. Do roku 1947 nie kontrolował sprawnie całego powiatu. Do roku 1948 nie potrafił wprowadzić kolektywizacji. Od roku 1948 najważniejszymi zadaniami bielskiego urzędu BP stały się kolektywizacja oraz obowiązkowe dostawy rolne. Bielski PUBP był przedmiotem stałej krytyki ze strony szefów z białostockiego WUBP za nieudolność i nieskuteczność.
PUBP w Bielsku Podlaskim stale borykał się z niedoborami w obsadzie personalnej. Wysoki procent w obsadzie personalnej stanowili Białorusini, ale kadrę dowódczą zawsze stanowili Polacy. W czerwcu 1945 roku rozpoczęto masową akcję likwidacji „bandytyzmu”. Jednak urząd nie był zdolny realizować swego zadania bez pomocy jednostek NKWD oraz LWP. W październiku 1945 roku zabrakło tego wsparcia i skuteczność PUBP uległa osłabieniu. Dopiero dzięki amnestii w 1947 roku podziemie zbrojne zostało znacząco osłabione. Niemniej walka z niewielkimi oddziałami partyzanckimi trwała do 1956 roku.
Bielski PUBP wyróżniał się na tle innych placówek UB na terenie województwa białostockiego tym, że często stosował niedozwolone metody podczas przesłuchań, a ofiary pod wpływem tortur często składały obciążające siebie zeznania.

## Charakterystyka powiatu
Powiat bielski do roku 1952 był największym pod względem terytorialnym powiatem w Polsce i miał typowo wiejski charakter. Tereny te były różnicowane pod względem narodowościowym, kulturowym i religijnym . 1 lipca 1952 roku w południowej części powiatu powołano powiat siemiatycki, 1 stycznia 1954 oddzielono powiat hajnowski i w rezultacie powiat zmniejszył się o ponad 2/3.
Aparat władzy reżimu komunistycznego został zainstalowany w sierpniu 1944 roku. W powiecie bielskim działały najsilniejsze, zbrojne, konspiracyjne organizacje antykomunistyczne w województwie i zarazem jedne z najsilniejszych w Polsce. W zachodniej części powiatu podziemie zbrojne było niemal tak samo silne, jak w sąsiednim powiecie wysokomazowieckim. Powiat był silnie zalesiony, a sieć drogowa słabo rozwinięta, powodowało to, że dotarcie do miejscowości położonej na peryferiach powiatu wymagało całodziennej wyprawy. Sprzyjało to rozwojowi partyzantki.
Ludność polska na ogół popierała partyzantkę niepodległościową. We wschodniej części powiatu zamieszkałej przeważnie przez mniejszość białoruską poparcie dla zbrojnego podziemia praktycznie nie istniało. Białorusini początkowo udzielali władzy ludowej niewielkiego wsparcia, później zaczęli wspierać bardziej zdecydowanie, co wynikało m.in. z represji ze strony podziemia niepodległościowego.

## Obsada PUBP
PUBP w Bielsku Podlaskim przez cały okres swego istnienia borykał się z niedoborami w obsadzie personalnej. Obsada liczyła najwyżej siedemdziesiąt osób i w efekcie nigdy nie była zdolna, by samodzielnie kontrolować cały powiat. 
Wiosną 1945 nasiliła się działalność partyzantki, z którą nieliczna obsada PUBP sobie nie radziła, wskutek czego operacje przeprowadzał batalion NKWD, co miało negatywny wpływ na obraz nowej władzy w oczach społeczeństwa. By uzupełnić braki kadrowe, w lipcu 1945 roku gminne komórki PPR oddelegowały swoich członków do pracy w UB i MO. W końcu września 1945 roku bielski UB liczył 64 pracowników. Jednak 22 października siedmiu wartowników przeniesiono do Wysokiego Mazowieckiego, a w ich miejsce skierowano ośmiu wartowników z Białegostoku. Częste były zmiany na stanowiskach kierowniczych, dotyczyło to zarówno szefów, jak i zastępców szefów.
11 października 1947 roku, po uspokojeniu sytuacji w terenie, utworzono terenowe placówki UB w Siemiatyczach, Brańsku, Czeremsze i Hajnówce. W kolejnych latach w PUBP pracowało około pięćdziesięciu funkcjonariuszy, lecz ze względu na rozległość powiatu taka obsada nie wystarczała dla utrzymania spokoju.
Przez cały okres istnienia PUBP wśród funkcjonariuszy przeważali Białorusini, ale wśród kadry dowódczej dominowali Polacy i na ogół pochodzili z innych powiatów województwa.
Motywy wyboru pracy w UB były polityczne, ekonomiczne, emocjonalne, rodzinne i towarzyskie. Wśród tych, którzy byli motywowani przesłankami ideologicznymi znaczną grupę stanowili ci, którzy zetknęli się z ideologią komunistyczną wcześniej. Były to osoby, których dzieciństwo upłynęło w Rosji na „bieżeństwie”, albo ci, którzy podczas okupacji sowieckiej lat 1939–1941 współuczestniczyli w organizowaniu sowieckiej administracji. Wiele osób w podaniach o pracę decyzję swą tłumaczyło prześladowaniem przez „bandy” („przyszła banda AK i obrabowała wieś”), a pracę w UB traktowali jako okazję do odwetu na zbrojnym podziemiu za doznane krzywdy. Niemal każdy miał świadomość, że praca w PUBP oznacza korzyści materialne.

## Działalność PUBP

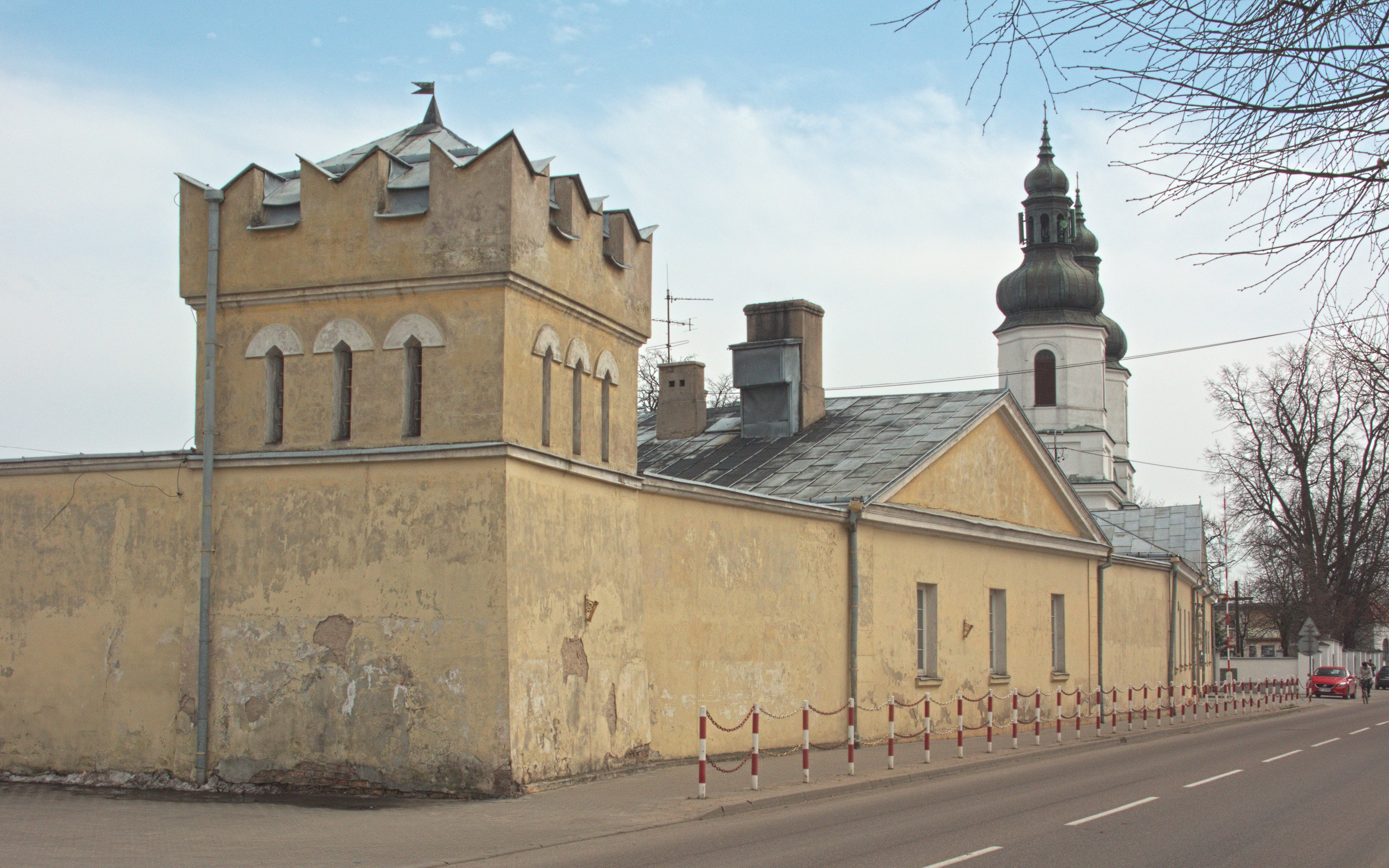
Siedziba PUBP znalazła się w dawnym klasztorze karmelitów

PUBP w Bielsku Podlaskim funkcjonował w sposób typowy dla obszarów wiejskich. Do roku 1947 „nie był w stanie sprawnie kierować przez dłuższy czas akcjami obejmującymi cały powiat”. Do roku 1948 nie potrafił wprowadzić kolektywizacji . Od roku 1948 najważniejszymi zadaniami UB stały się kolektywizacja oraz obowiązkowe dostawy rolne. Bielski PUBP nie odnosił spektakularnych sukcesów, był przedmiotem stałej krytyki ze strony szefów za nieudolność i nieskuteczność.

### Walka z podziemiem zbrojnym
Latem 1944 roku najsilniejszą organizacją na terenie powiatu była Armia Krajowa. Część tych oddziałów została zdekonspirowana przez Armię Czerwoną. W listopadzie 1944 roku NKWD przeprowadziło akcję przeciwko podziemiu. Danilecki oraz Zwolski szacują, że w wyniku tej akcji aresztowano na terenie powiatu około dwustu osób. NKWD zadało podziemiu niepodległościowemu wielki cios, ale nie zlikwidowało całkowicie jego struktur.
Walka z podziemiem należała do najważniejszych zadań UB. Funkcjonariusze mieli rozpracowywać struktury podziemia. Sowieci przekazali dla PUBP dwóch rezydentów i około trzydziestu informatorów, ponadto próbowano werbować miejscową ludność i członków podziemia. Działania te były jednak nieskuteczne. Funkcjonariusze bielskiego PUBP nie mieli doświadczenia w tej pracy, a nauka szła im wolno. Do końca stycznia 1945 roku wciąż opierali się na agenturze sowieckiej, nie zweryfikowali też danych przekazanych przez Smiersz. Dodatkowym utrudnieniem był rozkaz szefa WUBP, aby wszystkich aresztowanych członków podziemia natychmiast przekazywać do Białegostoku. Niemal do końca 1945 roku dochodziło do nieporozumień wynikających stąd, że żołnierze podziemia nosili te same mundury, co członkowie grup operacyjnych.
12 stycznia 1945 ruszyła ofensywa Armii Czerwonej i frontowe wojska radzieckie opuściły powiat. W wyniku tego akcje likwidacyjne prowadzone przez podziemie się nasiliły. 20 lutego rozbito posterunek MO w Boćkach. Do marca 1945 roku gminy Drohiczyn, Siemiatycze, Ciechanowiec, Grodzisk i Boćki zostały opanowane przez zbrojne podziemie. PUBP pierwszą swoją akcję operacyjną przeciwko zbrojnemu podziemiu przeprowadziło w marcu 1945 roku. Akcja była wspierana przez wojsko. Kolejne akcje przeprowadzono w kwietniu. Brali w nich udział członkowie różnych formacji, nie miały jednolitego dowództwa i były przeprowadzane chaotycznie. 11 kwietnia jedna z tych akcji została rozbita przez oddział Teodora Śmiałowskiego. W marcu-maju 1945 roku pozyskano kilkunastu agentów i dziesięciu informatorów. Maj 1945 roku był miesiącem najwyższej aktywności zbrojnego podziemia. UB, wojsko oraz NKWD nie wyruszały w teren w sile poniżej kompanii, a jeżeli to robiły, to na ogół nie wracały w pełnym składzie. 10 lub 11 maja oddział Śmiałowskiego rozbroił siemiatycki garnizon KBW.
Na skutek wielkiej aktywności partyzantki w województwie białostockim wzmocniono stacjonujące tu siły NKWD. 17 maja oddział NZW we wsi Bodaki został otoczony i rozbity przez NKWD. 28 maja otoczony został oddział por. Zygmunta Błażejewicza, który jednak zdołał przebić się z okrążenia. UB przedstawiło tę potyczkę jako rozbicie „bandy Łupaszki”.
W sierpniu ogłoszono amnestię, jednak w całym powiecie bielskim do 10 października skorzystało z niej zaledwie siedem osób. 18 października ujawniło się pięć dalszych osób. Tym samym w powiecie bielskim amnestia nie miała wpływu na zmianę sytuacji. Duże znaczenie dla funkcjonowania podziemia miał konflikt pomiędzy WiN a NZW, który zaistniał jesienią 1945 roku. Dochodziło do starć zbrojnych pomiędzy tymi formacjami, były nawet ofiary śmiertelne.
W czerwcu 1945 roku rozpoczęto masową akcję likwidacji „bandytyzmu”. Jednak urząd nie był zdolny realizować tego zadania bez pomocy jednostek NKWD oraz Ludowego Wojska Polskiego. We wrześniu większa część oddziałów LWP została przesłana do powiatu łomżyńskiego i wysokomazowieckiego, gdyż sądzono, że sytuacja w powiecie bielskim została opanowana. W październiku 1945 roku zabrakło wsparcia również ze strony NKWD i w efekcie skuteczność PUBP uległa znacznemu osłabieniu. Możliwości PUBP były także paraliżowane przez brak środków transportu i paliw. Nie mając zaplecza ze strony NKWD PUBP nie radziło sobie z kontrolowaniem własnej agentury, której siatka zaczęła się kurczyć. W rezultacie stracono rozeznanie w aktualnych strukturach podziemia, a rzeczywistym gospodarzem terenu stało się podziemie niepodległościowe. W 1945 roku przynajmniej 33 razy rozbrojono posterunki MO. Niektóre z nich przez kilka miesięcy były nieczynne. Spośród 17 posterunków MO w powiecie, tylko posterunki w Bielsku Podlaskim oraz Orli nie zostały rozbrojone. Wszystkie posterunki obsadzono dopiero w marcu 1946 roku. Niektóre posterunki zawarły układ z podziemiem i nie donosiły UB o jego ruchach, podczas gdy partyzanci nie atakowali tych posterunków.
W lutym 1946 roku przeprowadzono szeroko zakrojoną akcję przeciw podziemiu, wspartą przez KBW. Na teren powiatu przybyło około 4 tys. żołnierzy. W wyniku tej akcji rozbito siatkę cywilną podziemia i zastraszono społeczeństwo, nie natknięto się jednak na żaden oddział zbrojny. Wynikało to stąd, że akcję przeprowadzono w oparciu o przestarzałe materiały bielskiego PUBP. Tymczasem walką z podziemiem zbrojnym interesował się nie tylko WUBP z Białegostoku, ale także MBP. Szef PUBP był wzywany na narady do Warszawy przez dyrektora III Departamentu MBP. We wrześniu 1946 roku Wydział III WUBP w Białymstoku opracował plan likwidacji oddziału „Burego”. W powiecie białostockim, bielskim oraz wysokomazowieckim rozstawiono 14 oddziałów, każdy liczący po 50 żołnierzy. Akcję prowadzono od 26 września do 5 października, w jej wyniku oddział „Burego” został rozbity w kilku potyczkach poza powiatem bielskim.
Przez ponad dwa lata PUBP nie był w stanie przejąć inicjatywy w terenie. Dopiero dzięki amnestii w 1947 roku podziemie zbrojne zostało znacząco osłabione. Większość partyzantów ujawniła się i zaprzestała swej działalności. Pomimo tego walka z niewielkimi oddziałami partyzanckimi trwała jeszcze do roku 1956.

### Rozpracowanie środowisk wiejskich
Ze względu na wiejski charakter powiatu chłopi byli stałym obiektem zainteresowania ze strony PUBP. Początkowo chłopów rozpracowywano głównie ze względu na ewentualne uczestnictwo w strukturach podziemia. Rolnicy byli środowiskiem strategicznym, ponieważ żywność była towarem deficytowym w powojennej Polsce. Przez cały okres działalności PUBP ściągano obowiązkowe kontyngenty, przy czym UB było wspierane przez wojsko oraz milicję. W wyniku tych kampanii aprowizacyjnych do przełomu listopada i grudnia 1946 roku ściągnięto zaledwie 48% należnego kontyngentu zboża i 49% ziemniaków. Aresztowano 56 rolników, którzy nie dostarczyli obowiązkowych dostaw i nie chcieli pisemnie zobowiązać się do realizacji tych świadczeń. Do podobnej skali represji doszło w roku 1950 po wprowadzeniu planowego wykupu zboża i w 1952 roku, kiedy obowiązkowymi dostawami objęto także mleko, zwierzęta rzeźne i ziemniaki.
Stałym celem represji byli bogaci gospodarze, określani terminem „kułak”. W 1951 roku przeprowadzono przeciwko „kułakom” akcję „K”, w wyniku której aresztowano w powiecie osiemnastu rolników.
W końcu 1948 roku rozpoczęto kolektywizację. Organizację spółdzielni produkcyjnych poprzedzono akcją oczyszczania środowisk wiejskich z osób podejrzanych o brak lojalności względem władz. Następnym krokiem był werbunek tajnych współpracowników we wsiach typowanych do „uspółdzielczenia”. Werbunek agentury w spółdzielniach wynikał z powszechnego oporu wobec kolektywizacji. W sierpniu i wrześniu 1949 roku usunięto pięciu sołtysów pod zarzutem „kułactwa”. Na ich miejsce wybrano chłopów małorolnych, będących też członkami PZPR.
Po marcowym plenum KC PZPR (1954) dopuszczającym możliwość rozwiązywania źle działających spółdzielni w województwie rozpoczął się proces rozpadu kolektywizacji. Notowano liczne przypadki kradzieży i marnotrawienia mienia spółdzielczego. Rolnicy wycofywali swoje udziały, samowolnie zaorywali grunty. Takie przypadki miały miejsce w Tyniewiczach i Zaleszanach. Nie dopuszczano do tworzenia nowych spółdzielni produkcyjnych. W kwietniu 1954 roku miały miejsce zbiorowe wystąpienia przeciwko organizowaniu spółdzielni produkcyjnej we wsi Olędy. Wraz z dojściem do władzy Władysława Gomułki ożyły nadzieje na odejście od kolektywizacji.

### Walka z sabotażem w przemyśle
Po wyborach i amnestii z roku 1947 zwalczanie sabotażu w przemyśle stało się jednym z ważniejszych zadań UB. W przypadku powiatu bielskiego te działania miały charakter drugoplanowy, ze względu na wiejski charakter powiatu oraz wciąż trwającą walkę ze zbrojnym podziemiem. Największym ośrodkiem przemysłowym była Hajnówka. Pierwszy przypadek sabotażu odnotowano w sierpniu 1947 roku. Dyrektorom oraz kierownikom przedsiębiorstw i urzędów zarzucono złe gospodarowanie lasami i brak planowego wycinania lasów. W roku 1948 funkcjonariusze UB prowadzili sprawy o nadużycia i sabotażu przeciwko nadleśniczemu z Narewki, dyrektorowi fabryki kafli w Milejczycach, sołtysowi wsi Koszele oraz administratorowi PGR-u Kamienny Dwór. W styczniu 1949 roku usunięto ze stanowiska kierownika PZGS w Bielsku Podlaskim. W końcu maja i w czerwcu 1949 roku w zakładach suchej destylacji drewna w Hajnówce wykryto czterech byłych „andersowców” i jedenaście osób rozsiewających plotki. W roku 1953 w brygadzie traktorowej POM w Kleszczelach dwukrotnie wykryto wodę w beczkach z paliwem, co spowodowało zatarcie silników w sześciu traktorach. W marcu 1954 roku w Kamiennym Dworze nieznany sprawca podpalił stertę pszenicy o wartości 40 tysięcy złotych.
Zdarzeń o rzeczywistych znamionach sabotażu w powiecie było niewiele, dlatego działania PUBP skupiały się na zwalczaniu nielegalnego handlu, nielegalnego uboju zwierząt i garbowania skór.

### Walka z Kościołem katolickim i innymi wyznaniami
Początkowo funkcjonariuszy UB w działalności kleru katolickiego interesowała jedna tylko rzecz – współpraca z podziemiem. W przypadku powiatu bielskiego czynnego poparcia zbrojnemu podziemiu udzielała bardzo niewielka część kleru. Przypadki głoszenia patriotycznych kazań były rzadkie ze względu na szykany. Dopiero wiosną 1946 roku w związku z referendum i wyborami wystąpienia duchownych stały się częstsze i spowodowały działania operacyjne wobec Kościoła. 11 stycznia 1946 roku utworzono w białostockim WUBP Wydział V, którego Sekcja 5 miała zajmować się inwigilacją Kościoła. Stopień inwigilacji duchowieństwa przez bielski PUBP był stosunkowo niewielki. W marcu 1949 roku w województwie białostockim, jako jedynym w kraju, nie było ani jednego agenta duchownego. W kwietniu 1950 roku w całym województwie przeprowadzono serię rozmów, podczas których nakłaniano księży do publicznego potępienia podziemia niepodległościowego. W powiecie bielskim przeprowadzono szesnaście takich rozmów, a trzech księży zgodziło się wygłosić takie potępienie.
Funkcjonariusze UB brali czynny udział w prowadzonych przez władze oświatowe czystkach wśród katechetów. W roku szkolnym 1950/1951 zwolniono dwóch katechetów, a kandydatury dziewięciu innych nie zostały zaakceptowane. W następnym roku szkolnym nie zatwierdzono sześciu kandydatów. W 1952 roku nastąpiła seria aresztowań księży oskarżonych o współpracę z podziemiem. W 1956 roku jako przejaw niepokornej postawy księży uważano: obsadzanie stanowisk kościelnych bez uzgadniania tego z władzami, wystąpienia przeciw aborcji, namawianie do pielgrzymek na Jasną Górę, przyciąganie młodzieży do Kościoła, składanie podań w sprawie nauczania religii w szkołach.
Odmiennie kształtował się stosunek do prawosławnego duchowieństwa. W pierwszych latach powojennych UB poszukiwało wśród księży prawosławnych przede wszystkim członków Komitetu Białoruskiego, których uważano za „współpracowników niemieckich”. Natomiast pozostałych duchownych uważano za lojalnych obywateli. Większe problemy z punktu widzenia UB stwarzali wierni prawosławni.
Szczególnie wrogi stosunek miało UB do baptystów oraz Świadków Jehowy ze względu na ich kontakty zagraniczne. Podejrzewano ich o działalność szpiegowską. Z tego powodu ich rozpracowaniem zajmowała się Sekcja I bielskiego UB. Stałą inwigilacją objęto wszystkich członków Kościoła baptystów.

### Rozpracowywanie partii politycznych
Zgodnie z dyrektywą z 21 lutego 1947 roku Soni Różawskiej, zastępcy naczelnika Wydziału V WUBP, Referat V PUBP w Bielsku Podlaskim zaczął inwigilować środowisko byłych działaczy PSL. Założono sprawy ewidencyjne na podejrzane osoby i w wyniku tych rozpracowań usunięto ze stanowisk wójtów Ciechanowa, Drohiczyna i Wyszek. Na początku roku 1948 powiatowe struktury PSL były już rozbite. Pomimo tego nadal były rozpracowywane przez czterech informatorów. Inwigilowano również tych działaczy SL, którzy przeszli z PSL. PPS było inwigilowane przez pięciu tajnych współpracowników, SP przez dwóch, a SD przez jednego. Problemem była inwigilacja SL, ponieważ w tym stronnictwie PUBP nie posiadał informatorów.

## Metody przesłuchań
Przesłuchiwanych zmuszano do wielogodzinnego siedzenia na skraju krzesła, kierowano ostre światło w ich oczy, miażdżono palce w drzwiach, wlewano benzynę do nosa, bito po piętach. Więźnia wpychano do murowanego pieca chlebowego, gdzie pozostawał przez cały dzień, bez możliwości wykonywania ruchu, a na głowę cały czas kapała woda. Bicie i tortury miały miejsce głównie w pierwszych latach działalności PUBP. Później stosowano „psychologiczne podejście”.
Część przesłuchiwanych ginęła. Zabitych podczas śledztw oraz zabitych podczas operacji przeciwko zbrojnemu podziemiu wywożono do lasu w Pilikach. Zdarzały się przypadki palenia ich ciał na dziedzińcu więzienia.
Funkcjonariusze bielskiego UB jeszcze w latach 40. i 50. byli sądzeni za stosowanie niedozwolonych metod śledczych. Kary wymierzane przez sąd były niskie w stosunku do przestępstw, jakich się dopuszczali. Funkcjonariusze z bielskiego UB podczas bicia nie zwracali uwagi ani na płeć, ani na wiek. Pod wpływem bicia oskarżeni podpisywali obciążające siebie zeznania. W maju 1949 roku szef Wojskowego Sądu Rejonowego w Białymstoku, Roman Waląg, odnotował, że w sprawach, które rozpatruje WSR w oparciu o materiały opracowane przez PUBP w Bielsku Podlaskim, oskarżeni bardzo często odwołują swoje zeznania twierdząc, że zmuszono ich biciem. Oskarżeni z innych placówek UB nie zgłaszali podobnych zastrzeżeń. 
26 lipca 1950 roku Wojskowy Sąd Rejonowy w Białymstoku skazał kierownika Referatu III Wiktora Trochimczyka oraz referenta Jana Żytę za nadużycie władzy – pobicie ze skutkiem śmiertelnym – na dwa lata więzienia, a referenta Bogusława Pytlarza na rok. Całą trójkę zwolniono też dyscyplinarnie ze służby. Natomiast Bronisław Bortnowski, szef PUBP, został zdegradowany. Przypadek ten był omawiany na specjalnej naradzie białostockiego WUBP. Uznano, że pod względem stosowania niedozwolonych metod podczas przesłuchań na czoło wykroczeń wysuwają się PUBP w Augustowie i Bielsku Podlaskim. Pomimo skazania funkcjonariuszy postawa pozostałych nie uległa zmianie. 12 listopada 1950 roku Andrzej Sawicki i Aleksander Nowakowski przesłuchiwali po pijanemu Wacława Skórskiego, podejrzanego o kontakty z podziemiem. Bili go pasem (sprzączką) i wyciorem po głowie oraz plecach. Tym razem karą był kilkunastodniowy areszt i potrącenie części poborów.
W maju oraz czerwcu 1956 roku w całym kraju ujawniano przypadki nadużyć bezpieki, tymczasem władze PZPR w powiecie bielskim podjęły się jej obrony, argumentując to tym, że organy te przyczyniły się do „utrzymania władzy ludowej w Polsce”.

## Reorganizacja i likwidacja
W 1952 roku rozpoczęto reorganizację powiatowych urzędów bezpieczeństwa. Polegała ona na likwidacji wszystkich referatów i wysłaniu w teren referentów gminnych. W kwietniu 1954 roku MBP przekształcono w Komitet do spraw Bezpieczeństwa Publicznego. W ten sam sposób przemianowano wojewódzkie i powiatowe urzędy bezpieczeństwa. Zmniejszono obsadę personalną. W końcu 1956 roku w Urzędzie pracowali już tylko kierownik, zastępca kierownika, dziewięciu oficerów operacyjnych, czterech wartowników i czterech pracowników cywilnych. W 1956 roku Urząd został zlikwidowany.
Po 1956 roku w budynkach zajmowanych dotąd przez UB urządzono urząd pocztowy oraz szkołę muzyczną. W 1992 roku obiekt stał się własnością parafii katolickiej . 

## Kierownicy/szefowie
Obsada stanowisk kierowniczych w PUBP w latach 1944–1956:
| nazwisko i imię      | stopień służbowy | czas pełnienia służby     |
| -------------------- | ---------------- | ------------------------- |
| Pietras Kazimierz    | szer./ppor.      | 15 VIII 1944 – 12 VI 1945 |
| Jakson Czesław       | chor.            | 1–28 VII 1945             |
| Ochrymiuk Andrzej    | st. sierż.       | p.o. 28 VI – 20 X 1945    |
| Stasiuk Włodzimierz  | chor.            | p.o. 20 X – 1 XII 1945    |
| Mossakowski Zygmunt  | chor./ppor./por. | 1 XII 1945 – 15 V 1947    |
| Szczawiński Adolf    | por./kpt.        | 15 V 1947 – 1 XI 1949     |
| Bortnowski Bronisław | por.             | 1 XI 1949 – 1 V 1950      |
| Kalinowski Antoni    | kpt.             | 1 I – 24 VII 1951         |
| Piaseczny Stanisław  | kpt.             | 10 VII 1951 – 1 I 1953    |
| Jarocki Aleksy       | por.             | 1 I 1953 – 15 XI 1954     |
| Rajski Ryszard       | por.             | 15 XI 1954 – 1 IX 1955    |
| Cywoniuk Mikołaj     | kpt.             | 1 III 1956 – 1 I 1957     |